# 教育TV SHOWケース
『教育TV SHOWケース』（きょういくテレビショーケース）は、2006年4月14日から2007年3月16日までNHK教育テレビジョンで放送されていた教育番組。

## 概要
保護者や教師に向けて、学校放送番組を中心とする子ども向け番組の、面白さや楽しさをわかりやすく紹介する番組。

## 放送時間
| 期間                          | 放送時間             |
| ----------------------------- | -------------------- |
| 2006年4月14日 - 2007年3月16日 | 金曜日 11:50 - 12:00 |

## 出演者
- 杉浦圭子